# Justin Whalin
Justin Garrett Whalin (San Francisco, California, 6 de septiembre de 1974) es un exactor estadounidense, más conocido por su papel de Jimmy Olsen en la serie estadounidense de televisión Lois y Clark: las nuevas aventuras de Superman.

## Biografía
Justin Garrett Whalin nació el 6 de septiembre de 1976 en la ciudad de San Francisco, que está situado en el estad estadounidense de California. Es conocido por sus apariciones en películas como Serial Mom, Child's Play 3, Susie Q y Daily Planet.
Whalin ha trabajado como actor desde la edad de 11 años, cuando debutó en el papel del protagonista en la película The Little Prince en San Francisco. Actuó en CBS Schoolbreak Special, en el episodio titulado como Other Mothers, por la que ganó un Emmy por su interpretación de un hijo con madres lesbianas en 1993. Se convirtió en una estrella en El milagro de la medianoche frente a Mia Farrow y Sam Waterston. 
Fue nominado para NCLR en Premios Bravos en 1996 como Mejor Actor de Serie de Televisión en Lois & Clark, como Jimmy Olsen.

## Filmografía
- The Dead Pool (1988) como Jason
- General Hospital (1983) TV como Alan 'A. J.' Quartermaine, Jr.
- Charles in Charge (1984)
- Mr. Belvedere (TV)
- The Wonder Years
- Perfect Harmony (1991) (TV) como Taylor Bradshaw
- Child's Play 3 (1991) como Andy Barclay
- Blossom como Jimmy (3 episodios, 1990–1991)
- The Young Riders como Adrian Dawkins (1 episodio, 1992)
- The Fire Next Time (1993) (TV) comp Paul Morgan
- It Had to Be You (1993) como David Quinn (unknown episodios)
- Crosses on the Lawn (1993) TV Episodio .... Chaz Havelik
- Other Mothers (1993) TV Episodio .... Will Jurgenson
- CBS Schoolbreak Special (TV) (2 episodios, 1993)
- Murder of Innocence (1993) (TV) como Phil Andrew
- Serial Mom (1994) como Scotty Barnhill
- Jimmy Zip (1996) como Billy
- Susie Q (1996) (TV) comoZach Sands
- Lois & Clark: The New Adventures of Superman (TV) como Jimmy Olsen (1994–1997)
- Miracle at Midnight (1998) (TV) como Henrik Koster
- Dungeons and Dragons (2000) como Ridley Freeborn
- Blood of Beasts (2005) como Eric
- Off the Ledge (2008) como Hopper Jackson
- Super Capers (2008) como Ed Gruberman

## Premios
Premio Emmy
| Año  | Categoría            | Serie de TV             | Resultado |
| ---- | -------------------- | ----------------------- | --------- |
| 1994 | Mejor actor invitado | CBS Schoolbreak Special | Ganó      |

Premio Bravo de NCLR
| Año  | Categoría                          | Serie de TV  | Resultado |
| ---- | ---------------------------------- | ------------ | --------- |
| 1994 | Mejor Actor de serie de televisión | Lois & Clark | Nominado  |

Premio Saturn
| Año  | Categoría       | Película       | Resultado |
| ---- | --------------- | -------------- | --------- |
| 1994 | Mejor actuación | Child's Play 3 | Nominado  |

Premio Young Artist
| Año  | Categoría            | Película/Serie de TV | Resultado |
| ---- | -------------------- | -------------------- | --------- |
| 1994 | Mejor actor joven    | Perfect Harmony      | Nominado  |
| 1992 | Mejor actor invitado | Blossom              | Nominado  |